# کوهسالار علیا
کوهسالار علیا، روستایی در دهستان بروانان مرکزی بخش مرکزی شهرستان ترکمانچای در استان آذربایجان شرقی ایران است.

## جمعیت
بر پایه سرشماری عمومی نفوس و مسکن در سال ۱۳۹۵، جمعیت این روستا برابر با ۱۹۱ نفر (۷۰ خانوار) بوده است.